# 타수

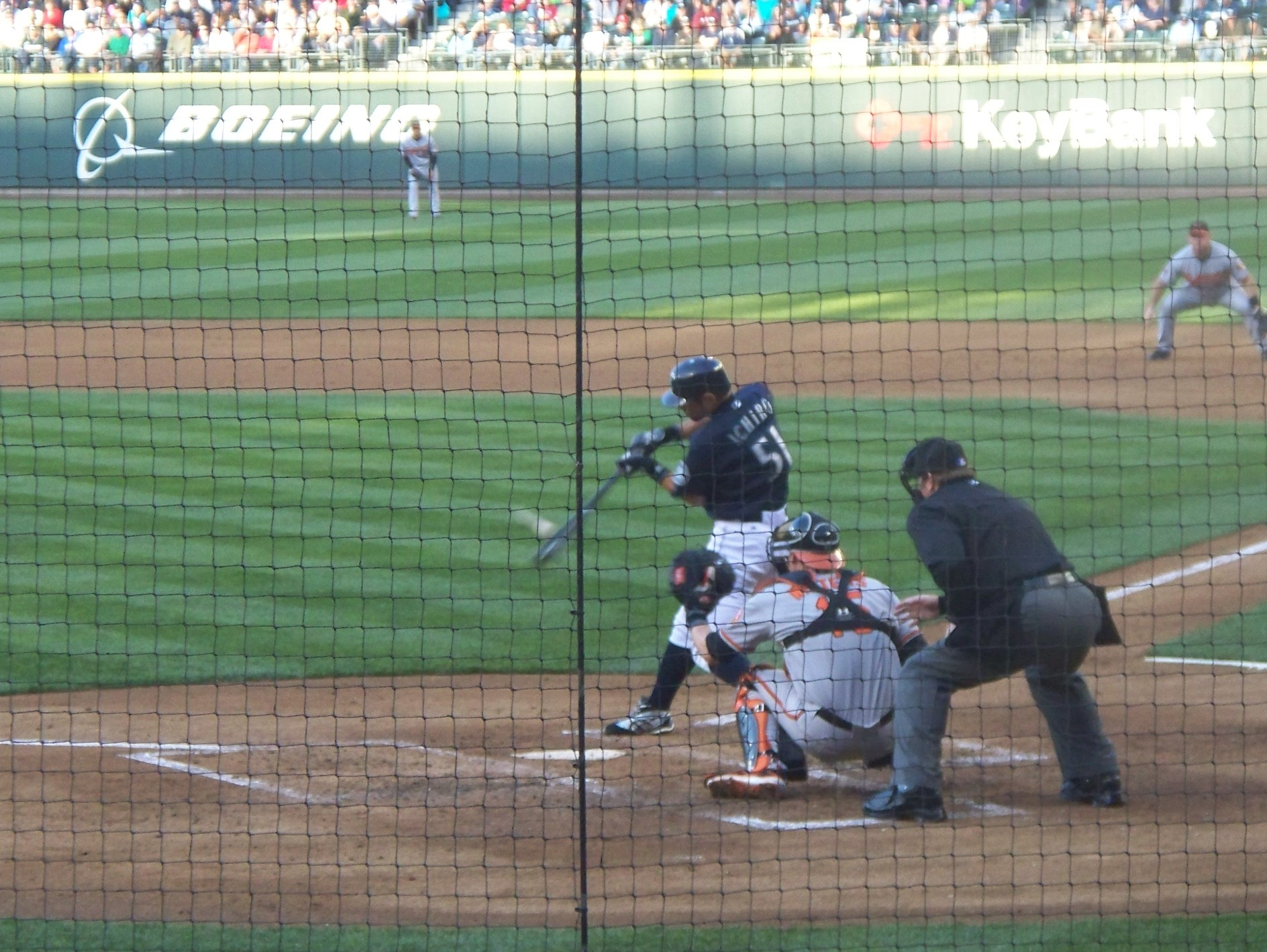
타석에서 타격을 하는 스즈키 이치로.

야구에서 타수(打數, 영어: At Bat(AB) 또는 영어: time at bat)는 기록으로, 타자가 타석에 들어서서 타격을 완료한 횟수를 말하는데, 볼넷, 희생 번트, 타격 방해등은 타수에 포함되지 않는다.

## 같이 보기
- 타석
- 타순